# Marsciano
Marsciano és un comune (municipi) de la província de Perusa, a la regió italiana d'Úmbria, situat uns 25 km al sud de Perusa. L'1 de gener de 2018 tenia 18.701 habitants.
Marsciano limita amb els següents municipis: Collazzone, Deruta, Fratta Todina, Perusa, Piegaro, San Venanzo i Todi.

## Llocs d'interès
- Església de San Giovanni Battista, d'estil neogòtic. Els interiors contenen un crucifix pintat del segle xiii, una "Mare de Déu amb el Nen" del segle xvi i un quadre que mostra La incredulitat de sant Tomàs (1831), obra de Vincenzo Chialli.

## Ciutats agermanades
- Tremblay-en-France, França, des de 1982
- Orosei, Itàlia, des de 1985
- Loropéni, Burkina Faso, des de 1987
- Jablonec nad Nisou, República Txeca, des de 1998